# Claudio Paris
Claudio Paris (Mar del Plata, provincia de Buenos Aires, Argentina, 31 de marzo de 1973) es un exfutbolista argentino. Durante su carrera se desempeñó como volante defensivo y carrilero derecho.
Inició su carrera en las inferiores de Estudiantes de La Plata, donde debutó como jugador profesional en el año 1992 y permaneció hasta el año 1996. Luego fue transferido a Newell's Old Boys, donde permaneció hasta el año 2001. Sus buenas actuaciones lo hicieron un jugador muy querido en esa institución y lo catapultaron al fútbol europeo fichando para Perugia de Italia. Regresó a su país en el año 2002, incorporándose al plantel de Racing Club, donde terminó su carrera como futbolista un año después.
Tras su retiro, formó parte del cuerpo técnico de Aldosivi de Mar del Plata como ayudante de Roberto Rebottaro.

## Trayectoria
| Club              | País      | Año       |
| ----------------- | --------- | --------- |
| Estudiantes (LP)  | Argentina | 1992-1996 |
| Newell's Old Boys | Argentina | 1997-2000 |
| Perugia           | Italia    | 2000-2002 |
| Racing Club       | Argentina | 2002-2003 |

- Datos: Q3680171